# Courchevel repülőtér
A Courchevel repülőtér (IATA: CVF, ICAO: LFLJ) egy francia repülőtér, ami a Courchevel síterületet szolgálja ki. A repülőtér rövid kifutópályával rendelkezik, amely 525 méter hosszú, lejtése 18,5%-os. Az emelkedés nem egyenletes; a pálya alakja kissé olyan, mint egy síugrósánc. Emiatt a leszállás meredek szögben történik, felszállni viszont valamivel könnyebb. A pálya alakjából következően nincs átstartolási lehetőség ezen a repülőtéren. Korábban De Havilland Twin Otters és Dash 7-es gépek szálltak le a repülőtéren, de most inkább Cessna kisgépek és helikopterek használják a repülőteret.
A repülőteret veszélyesnek tartják nehéz megközelítése és a meredek domblejtő miatt a kifutópálya végén. A repülőtér 2008 méter magasan helyezkedik el. A History Channelen a Legextrémebb repülőterek műsorban is szerepelt, a világ 7. legveszélyesebb repülőtereként.
A James Bond filmsorozat A holnap markában című részét Courchevelben forgatták.

## Kifutók
A repülőtér futópályái:
- 04/22 (537 m, 40 m, aszfalt)

## Forgalom
Az utasforgalom az elmúlt években az alábbi módon változott:
| Utasok száma | 636  | 1749 | 1848 | 3324 | 3083 | 4915 | 5191 | 5873 | 6207 |      |
|              | 1997 | 2000 | 2002 | 2006 | 2009 | 2011 | 2014 | 2017 | 2019 | 2022 |